# Convenio 169 de la OIT sobre pueblos indígenas y tribales
El Convenio 169 de la Organización Internacional del Trabajo sobre pueblos indígenas y tribales, también conocido como Convención 169 de la OIT o Convenio 169 de la OIT, es un instrumento internacional vinculante adoptado por la Organización Internacional del Trabajo (OIT) en 1989 y es el principal instrumento internacional sobre derechos de los pueblos indígenas en el mundo. Actualmente, ha sido ratificado por 24 Estados.
Este instrumento fue precedido por el Convenio 107 de la OIT, adoptada en 1957, y se le considera como un precedente para la Declaración de las Naciones Unidas sobre los derechos de los pueblos indígenas de 2007 y la Declaración Americana sobre los derechos de los pueblos indígenas de 2016.

## Historia el convenio 169 de OIT
El Convenio 169 de la OIT es el más importante instrumento internacional que garantiza los derechos indígenas. Su fuerza radica y depende, de todos modos, de un alto número de naciones ratificantes.
La revisión de la convención 107 significa que los enfoques integracionistas y asimilacionistas ya no son aceptables como doctrinas para los gobiernos que las buscan. Los pueblos indígenas deben tener el derecho a elegir si integrarse o mantener su cultura, sus tradiciones, e integridad política. Los artículos 8–10 reconocen las culturas, tradiciones, y circunstancias especiales de los pueblos indígenas y tribales.
En noviembre de 2009, la decisión de una corte chilena, hizo uso de las normas de la convención 169 de la OIT por primera vez en la historia. La corte fallo unánimemente a favor de conceder un flujo de agua de 9 litros por segundo para las comunidades Chusmiza y Usmagama. Por una disputa legal de 14 años, y centros en derechos de agua para las comunidades en uno de los lugares más áridos del planeta. La decisión de la Corte Suprema en derechos de las aguas aimara sostiene las decisiones del tribunal de Pozo Almonte tribunal y la corte de Iquique a apelar, y marca la primera aplicación judicial de la convención 169 de la OIT en Chile. Luego de esta decisión, algunos protestaron e intensificaron sus protestas durante el fallo respecto a la Convención 169 en Chile. Líderes Mapuche iniciaron una medida cautelar contra la presidenta chilena Michelle Bachelet y su ministro de presidencia José Antonio Viera Gallo que también es coordinador de asuntos indígenas, argumentando que el gobierno fracaso a cumplir plenamente con la cláusula del convenio 169 sobre "consulta previa" que debe ser levado "de buena fe y de forma apropiada a las circunstancias, con el objetivo de conseguir acuerdo o consenso a las medidas propuestas" como tala, agronegocios, o minería en territorios indígenas. Existen muchos ejemplos de casos exitosos en los que se aplicó la convención OIT en Chile, como el caso de una Machi que inició una acción legal para proteger tierras con hierbas medicinales, que eran amenazadas por la industria forestal. Algunas preocupaciones se alzaron en su tiempo por el marco político de los gobiernos trajeron además del proveniente de la convención, y no al revés.

## Consulta Previa
La noción de "consulta previa" en el Convenio 169 se refiere al proceso/procedimiento mediante el cual los gobiernos deben consultar los pueblos indígenas y tribales antes de tomar decisiones que puedan afectar sus derechos, tierras y recursos naturales. Este derecho de consulta previa está respaldado por varios artículos clave del convenio.
El Artículo 6 establece que los gobiernos deben consultar a los pueblos indígenas y tribales de manera apropiada y en particular a través de sus instituciones representativas, cada vez que se prevean medidas legislativas o administrativas que puedan afectarles directamente. 
El Artículo 15 se refiere específicamente a la consulta previa en relación con la utilización de los recursos naturales en las tierras de los pueblos indígenas. Estipula que se debe consultar a estos pueblos antes de emprender o autorizar programas de prospección o explotación de recursos en sus tierras. Además, los pueblos indígenas deben tener el derecho de participar en los beneficios que se deriven de dicha utilización.

## Alcance del convenio 169
El convenio hace hincapié en los derechos de trabajo de los pueblos indígenas y tribales y su derecho a la tierra y al territorio, a la salud y a la educación. 
Determinando la protección de «los valores y prácticas sociales, culturales, religiosos y espirituales propios» de los pueblos indígenas, y define «la importancia especial que para las culturas de nuestro territorio y valores espirituales de los pueblos interesados reviste su relación con las tierras o territorios». Así como la importancia de las actividades económicas tradicionales para su cultura. También que los servicios de salud para indígenas deberán organizarse en forma comunitaria, incluyendo los métodos de prevención, prácticas curativas y medicamentos tradicionales. Los programas de educación «deberán abarcar su historia, sus conocimientos y técnicas, sus sistemas de valores» y «deberán adoptarse disposiciones para preservar las lenguas indígenas».

### Derechos carcelarios
Los artículos 8, 9 y 10 del convenio se refieren a la aplicación de la legislación nacional a miembros de pueblos originarios y «el derecho de conservar sus costumbres e instituciones propias, siempre que éstas no sean incompatibles con los derechos fundamentales definidos por el sistema jurídico nacional ni con los derechos humanos internacionalmente reconocidos». Asimismo, al imponerse sanciones penales «deberán tenerse en cuenta sus características económicas, sociales y culturales» de los miembros de los pueblos y en este sentido deberán «darse la preferencia a tipos de sanción distintos del encarcelamiento».

### Diferencias con el convenio 107
El Convenio 107 de 1957 fue la primera iniciativa de tratar los asuntos indígenas y fue adoptado por la OIT a pedido de la ONU, y se adoptó en 27 países. Sin embargo, el mismo tenía un enfoque asimilacionista. En 1970 la ONU comenzó a investigar a los pueblos indígenas y tribales y se cuestionó el enfoque del convenio. Así, en 1986 se sostuvo que «enfoque integracionista del Convenio estaba obsoleto y que su aplicación era prejudicial en el mundo moderno». De este modo nace en 1989 el Convenio 169.